# Le Manoir du diable
le film dure 2 minutes, c' est le premier film d'horreur au monde
Pour plus de détails, voir Fiche technique et Distribution.
Le Manoir du diable est un film fantastique français, écrit et réalisé en 1896 par Georges Méliès.

## Synopsis
La scène se passe dans un château. Une chauve-souris géante arrive et se transforme en Méphistophélès. Celui-ci fait apparaître un grand chaudron et un monstre bossu. De ce chaudron, il fait surgir une femme et toutes sortes de créatures démoniaques. Puis Méphistophélès entend venir et fait tout disparaître, lui compris. Deux hommes (sans doute des explorateurs) arrivent dans la pièce et commencent à s'entretenir. Le monstre bossu apparaît, tenant une fourche. Il est invisible à leurs yeux et leur joue des tours. L'un des hommes prend peur et s'enfuit. L'autre tente de s’assoir mais son siège se transporte de l’autre côté de la pièce. Il essaye encore, et encore, en vain, et cette fois, un squelette apparaît sur le siège. L’homme le frappe de son épée, le squelette se transforme en chauve-souris. Il se saisit d'elle mais elle devient… Méphistophélès, qui fait apparaître le monstre bossu, lui confie son manteau et les fait disparaître. Son adversaire tente de s’enfuir, des fantômes lui bloquent le chemin, il tombe, les fantômes disparaissent. Une fois l’homme relevé, Méphistophélès fait revenir la femme sortie du chaudron. L’explorateur succombe à son charme. Au moment où il veut lui embrasser la main, elle se mue en horrible sorcière. Il l’attaque mais quatre autres créatures apparaissent. Le second homme rejoint le premier mais il est aussi affolé que son compagnon et finit par sauter du balcon. Les sorcières disparaissent. Méphistophélès empêche le survivant de s'enfuir, qui se saisit d'une croix dont il menace Méphistophélès, enfin vaincu.

## Fiche technique
- Titre original français : Le Manoir du diable (The Devil's Castle, The Haunted Castle, Manor of the Devil ou Devil's Manor en version anglo-saxonne, O Solar do Diabo en portugais, Az ördög kastélya en hongrois, Rezydencja diabla en polonais, Ukleti zamak en serbe, ou Замок дьявола en russe)
- Réalisation et scénario : Georges Méliès
- Production : Star Film
- Lieu de tournage : Montreuil, France
- Durée : 2 minutes
- Métrage : 59,44 mètres
- Format : 35 mm à 2 jeux de 4 perforations Edison, couleur (colorié à la main) - muet
- Date de sortie : France : 1896

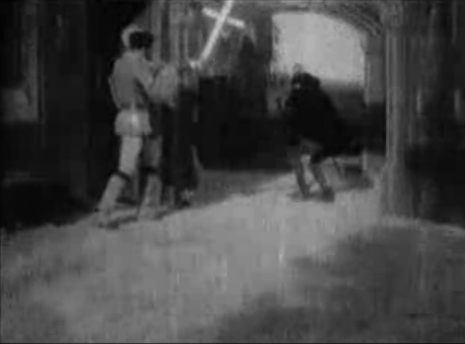
Scène finale. Photogramme issu du film.

## Distribution
- Jehanne d'Alcy : la femme
- Georges Méliès : Méphistophélès

## Commentaires
Il est amusant de voir ici le mal vaincu par la Croix, quand on sait que Georges Méliès n'était pas un esprit torturé par les problèmes métaphysiques, et plutôt agnostique, pour ne pas dire franc-maçon.
Deux historiens du cinéma, Frédéric Tabet et  Pierre Taillefer, voient dans ce film la tentative de Méliès de renouveler le genre des spectacles de magie tout en distinguant du spiritisme proche : « Georges Méliès, au cœur du réseau des prestidigitateurs et au fait des tentatives de réactions corporatives, s'appuie sur la tradition magique, mais en rénove les formes et parvient finalement à proposer une nouvelle voie, qu’il décline à la fois sur la scène de son théâtre et dans ses bandes cinématographiques à l’écran. »
Comme souvent pour les premiers films de Georges Méliès, celui-ci « reprend à la fois le titre de la pièce jouée au théâtre Robert-Houdin et la succession des tableaux annoncés dans la presse et dépeints sur les affiches ; il s'agit des mêmes costumes et des accessoires ».